# Pola (1931)
Pola – włoski krążownik ciężki typu Zara z okresu II wojny światowej. Okręt nazwano tak dla upamiętnienia adriatyckiego miasta Pula (włoskie Pola). Do służby w Regia Marina wszedł w grudniu 1932 roku. Okręt został zatopiony w bitwie u przylądka Matapan 29 marca 1941 roku.

## Projekt i budowa
Kolejny krążownik typu Zara „Pola” został zamówiony w ramach programu rozbudowy floty z lat 1930–1931 w stoczni OTO Cantiere di Livorno w Livorno. Rozpoczęcie budowy miało miejsce 17 marca 1931 roku, wodowanie 5 grudnia tego samego roku. Wejście do służby nastąpiło 21 grudnia 1932 roku. Projekt okrętu zakładał, że będzie on jednostką flagową w dywizjonie, do którego należały pozostałe okręty typu Zara. Zmiany w porównaniu do pozostałych jednostek typu polegały głównie na powiększeniu nadbudówki.

## Służba
Po wejściu do służby okręt został przydzielony do pierwszego dywizjonu krążowników, w skład którego wchodziły pozostałe jednostki typu Zara. Okręt w tym czasie brał udział w licznych manewrach morskich, pokazach i rewiach. Od września 1936 roku uczestniczył w patrolach na Morzu Śródziemnym w związku z hiszpańską wojną domową, wspierając działania nacjonalistów w ramach Włoskiego Korpusu Ekspedycyjnego. Wziął udział w rewii morskiej, 5 maja 1938 roku, w trakcie wizyty Hitlera we Włoszech wraz z 161 innymi jednostkami.
Po wybuchu II wojny światowej „Pola” działał na Morzu Śródziemnym, gdzie głównym przeciwnikiem Regia Marina była Royal Navy. 7 lipca 1940 roku wziął udział w bitwie koło przylądka Stilo. 11 listopada 1940 roku podczas brytyjskiego ataku na Tarent udało mu się uniknąć uszkodzeń.
14 grudnia 1940 roku podczas brytyjskiego nalotu na Neapol, „Pola” został trafiony dwiema bombami i doznał uszkodzeń w rejonie maszynowni.

### Bitwa u przylądka Matapan
28 marca 1941 roku podczas bitwy koło przylądka Matapan „Pola” i dwa bliźniacze okręty „Fiume” i „Zara” zostały w ciemnościach zaskoczone przez 3 brytyjskie pancerniki, które wykorzystały przewagę, jaką dawał im radar, i zaatakowały włoskie krążowniki z bliska używając artylerii i torped. „Pola” w początkowej fazie bitwy został uszkodzony torpedą zrzuconą przez brytyjski samolot. W wyniku ataku uszkodzony okręt dryfował. Przybyłe z pomocą siostrzane jednostki „Fiume” i „Zara” zostały oświetlone przez reflektory pancerników „Warspite” i „Valiant”, a następnie ostrzelane z dział kalibru 381 mm i zatopione. „Pola” częściowo opuszczony przez załogę, został przechwycony przez brytyjskie niszczyciele i zatopiony za pomocą torped 29 marca 1941 roku. W wyniku zatonięcia okrętu zginęło 328 osób.